# Montgomery Challenger
Il Montgomery Challenger è stato un torneo professionistico di tennis giocato su campi in cemento. Faceva parte dell'ATP Challenger Series. L'unica edizione si è disputata a Montgomery negli Stati Uniti.

## Albo d'oro

### Singolare
| Anno | Campione    | Finalista          | Punteggio     |
| ---- | ----------- | ------------------ | ------------- |
| 1979 | Trey Waltke | Vincent Van Patten | 6–2, 4–6, 7–5 |

### Doppio
| Anno | Campioni                      | Finalisti                   | Punteggio     |
| ---- | ----------------------------- | --------------------------- | ------------- |
| 1979 | Eric Friedler Erik Van Dillen | Tom Leonard Jerry Van Linge | 4–6, 6–3, 7–6 |